# Swedish Jazz Celebration
Swedish Jazz Celebration är ett evenemang för jazz som arrangeras årligen av Rikskonserter, SAMI, STIM/Svensk Musik och Sveriges Radio P2 i samarbete med regionmusiken i aktuellt område.